# Lasses favoriter från Allsång på Skansen
Lasses favoriter från "Allsång på Skansen" är ett album från 2003, där Lasse Berghagen själv har bett sina favoritgäster att bidra med en låt från deras karriär.

## Låtlista
CD 1
1. Stockholm i mitt hjärta - Lasse Berghagen
2. Sommaren är kort - Tomas Ledin
3. Give Me Your Love - Fame
4. Den sista valsen - Svante Thuresson
5. Älska mig - Ainbusk
6. Koppången - Kalle Moraeus & Hej Kalle
7. Öppna din dörr - Tommy Nilsson
8. Like an Angel Passing Throug My Room - Anne Sofie von Otter
9. Rocka på - Markoolio
10. Sången han sjöng var min egen (Killing Me Softly with His Song) - Lill Lindfors
11. Juninatten - Sven-Ingvars
12. Rulla in en boll - Gösta Linderholm
13. Vitabergspredikan -Stefan Sundström
14. Nattens musik - Mikael Samuelsson
15. Bygg upp ett stort berg - Jan Malmsjö
16. Macken - Galenskaparna & Aftershave
17. Varje gång jag ser dig - Lisa Nilsson
18. Vår sista dans - Benny Anderssons orkester & Helen Sjöholm

CD 2
1. Crazy in Love - Jill Johnson
2. Känn ingen sorg för mig Göteborg - Håkan Hellström
3. En clown i mina kläder - Totta Näslund
4. Är du kär i mig ännu, Klas-Göran? - Lill-Babs
5. Mio min Mio - Dana Dragomir
6. Förlorad igen - Niklas Strömstedt
7. I mörkret med dig - Björn Skifs
8. Never Let It Go - Afro-Dite
9. Canneloni Macaroni -Lasse Holm
10. Kom hem - Barbados
11. Blå, blå är himmelen - Lotta Engberg
12. Där björkarna susar - Robert Wells
13. Till en fågel - Sanna Nielsen
14. Här kommer kärleken - Idolerna
15. La' de' leva - Danne Stråhed
16. Banankontakt - Electric Banana Band
17. Cure for You - Martin Stenmarck
18. Som en bro över mörka vatten (Bridge over Troubled Water) - Tommy Körberg

CD 3
1. 911 - Wyclef Jean featuring Mary J. Blige
2. Swing it, magistern - Alice Babs
3. Båtlåt - Robert Broberg
4. Tusen och en natt (Take Me to Your Heaven) - Charlotte Perrelli
5. Änglahund - Hasse Andersson & Kvinnaböske Band
6. Ta av dig skorna - Povel Ramel
7. Better of Alone - Sissel Kyrkjebö
8. En gång i Stockholm - Arne Domnérus
9. Den jeg elsker - Sanne Salomonsen
10. Pojke på månen - Rikard Wolff
11. Listen to your Heartbeat - Friends
12. Sommar, sol och varma vindar - Vikingarna
13. Tunna skivor (Everybody's Somebody's Fool) - Siw Malmkvist
14. Vintersaga - Jerry Williams
15. She's Like a Butterfly - Peter Jöback
16. Du är alltid en del utav mig - Henrik Åberg
17. [Månsken i augusti] - Lena Philipsson
18. Sträck ut din hand - Lasse Berghagen